# Livingstonia
Livingstonia är en ort i Malawi. Den ligger i distriktet Rumphi District och regionen Northern Region, i den norra delen av landet, nära Malawisjön. Livingstonia ligger 1 350 meter över havet och antalet invånare är 5 552.
Terrängen runt Livingstonia är kuperad åt sydväst, men åt nordost är den bergig. Omgivningarna runt Livingstonia är huvudsakligen savann. Västerut finns skog.